# Azul brilhante G
Azul brilhante G ou BBG é um corante alimentício. Estudos publicados na revista PNAS realizados em ratos sugerem que este corante ajude no tratamento secundário a lesões de medula.